# 1760-е годы в театре
1760-е годы в театре

## Знаменательные события
- 13 мая 1767 года — в большом зале Зальцбургского университета состоялась премьера оперы В. А. Моцарта «Аполлон и Гиацинт»
- 7 декабря 1767 года — пьесой Уловки кавалеров[англ.] открылся первый постоянный нью-йоркский Театр на Джон-стрит.
- 1 октября 1768 года — в Вене состоялась премьера оперы В. А. Моцарта «Бастьен и Бастьенна»

## Персоналии

### Родились
- 27 марта 1760 года в Париже — Огюст Вестрис, французский хореограф и танцовщик.
- 1764 — Жан-Франсуа Куло́н, французский балетный танцор и педагог.
- 1766 — Луи Мило́н, французский артист балета, балетмейстер и педагог.
- 27 марта 1767 — Шарль Дидло́, балетный танцор и балетмейстер.
- 31 июля 1768 года в Ярославской губернии — Прасковья Жемчугова, русская актриса и певица, крепостная графов Шереметевых.
- 1769 — Карел Постл, художник-сценограф пражского Королевского сословного театра.

### Скончались
- 12 сентября 1764 года в Париже — Жан-Филипп Рамо́, французский композитор и теоретик музыки эпохи барокко, автор опер и балетов.